# 北海道立苫小牧病院
北海道立苫小牧病院（ほっかいどうりつとまこまいびょういん）は、かつて北海道苫小牧市にあった病院（都道府県立病院）。

## 概要
「北海道病院事業条例」（昭和42年12月25日条例第45号）により設置された医療機関。条例第2条第1項により、医療の内容は「主として結核性疾患の治療」とされており、東胆振および日高地域の結核医療の専門機関であった。結核患者の減少により、許可病床数80床に対して運用病床数が2007年（平成19年）から20床となっていたほか単年度で5億〜6億円の収支不足となっていたため、2014年（平成26年）3月31日を以って廃止した。
跡地は道が所有の土地と建物を苫小牧市へ無償譲渡して財政支援し、2016年（平成28年）に「苫小牧市呼吸器内科クリニック」（苫小牧保健センター運営）と「苫小牧市福祉ふれあいセンター」（北海道社会福祉事業団運営）がオープンした。

## 沿革
「病院について」参照。
- 1954年（昭和29年）：「北海道立苫小牧療養所」として開設（結核病床100床）。
- 1955年（昭和30年）：結核病床150床に増床。
- 1971年（昭和46年）：「北海道立苫小牧病院」に改称。
- 1975年（昭和50年）：呼吸器科標榜。
- 1993年（平成05年）：結核病床を30床削減し120床とする。
- 1994年（平成06年）：結核病床40床を一般病床に転換（結核病棟80床、一般病棟40床）。
- 1995年（平成07年）： 改築工事が完成し新病棟に移転。
- 1999年（平成11年）：結核病床の運用病床を40床とする。
- 2006年（平成18年）：呼吸器外科標榜。
- 2007年（平成19年）：結核病床の運用病床を20床とする。
- 2014年（平成26年）：廃止。

## 機関指定
- 保険医療機関
- 労災保険指定医療機関
- 身体障害者福祉法指定医の配置されている医療機関
- 生活保護法指定医療機関
- 結核指定医療機関
- 特定疾患治療研究事業委託医療機関
- 原子爆弾被害者一般疾病医療取扱医療機関
- 第二種感染症指定医療機関

## 診療科等
- 内科
- 呼吸器科
- 呼吸器外科
- 禁煙外来

## アクセス
- 北海道旅客鉄道（JR北海道）苫小牧駅から車で約5分
- 道南バス（旧苫小牧市営バス路線）・北海道中央バス「緑町郵便局前」バス停下車 徒歩2分。